# Cyarda melichari
Cyarda melichari är en insektsart som beskrevs av Van Duzee 1902. Cyarda melichari ingår i släktet Cyarda och familjen Flatidae. Inga underarter finns listade i Catalogue of Life.